# L'ala o la coscia?
L'ala o la coscia? (L'aile ou la cuisse) è un film del 1976 diretto da Claude Zidi.
La pellicola, con protagonisti Louis de Funès e Coluche, si è piazzata al secondo posto nella classifica dei film più visti in Francia nel 1976 (dopo Lo squalo), con 5,8 milioni di spettatori.

## Trama
Charles Duchemin, direttore di una guida gastronomica conosciuta in tutto il mondo, e che ha l'abitudine di provare in incognito i ristoranti francesi, è appena stato ammesso all'Académie française.
Fervido difensore di una cucina tradizionale francese e di qualità, Duchemin si prepara ad andare in pensione dopo la pubblicazione della nuova edizione della sua Guida Duchemin, e addestra suo figlio Gérard all'arte di critico gastronomico, nella speranza che un giorno possa succedergli in questo ruolo. Gérard, tuttavia, a differenza di suo padre ha poco interesse per la buona cucina, e cerca di creare in segreto una piccola troupe da circo, che invece è la sua vera passione.
A pochi giorni dalla pubblicazione della nuova edizione della Guida, Duchemin viene a conoscenza dei piani di Jacques Tricatel, amministratore delegato di una catena di ristorazione industriale, in cui il cibo, invece che essere preparato con i metodi tradizionali, viene prodotto in un apposito stabilimento. Tricatel è fortemente presente sulla rete autostradale francese, su cui è già proprietario di diversi punti di ristoro, e progetta di espandere la propria attività, acquistando molti dei ristoranti che Duchemin era in procinto di esaminare, con il rischio, quindi, che assegni loro la certificazione di qualità poco prima di diventare fast food della catena di Tricatel.
Ma Duchemin, con l'aiuto del figlio, riuscirà a intrufolarsi nello stabilimento di Tricatel, in cui scopre che il cibo viene letteralmente fabbricato: ad esempio, quella che viene venduta come carne è in realtà un composto ricavato dal petrolio. In questo modo, Duchemin finirà per ribaltare la situazione, e in TV, davanti a milioni di spettatori, rovinerà la reputazione di Tricatel, costringendolo ad assaggiare il suo "cibo" davanti a milioni di persone.

## Produzione

Un ilare Louis de Funès

La sceneggiatura, originariamente intitolata Merci patron, era stata scritta per Louis de Funès e il gruppo rock demenziale Les Charlots con cui Zidi aveva fatto i suoi primi quattro film. A seguito di un disaccordo tra Les Charlots e il produttore Christian Fechner che portò poi allo scioglimento del gruppo, Zidi riscrisse la sceneggiatura per Pierre Richard, col quale aveva girato La Moutarde me monte au nez (1974) e La Course à l'échalote (1975). Ma è infine Coluche che velocemente sostituì Pierre Richard, dopo il rifiuto di quest'ultimo a partecipare. Sebbene Coluche e de Funès siano ai poli opposti nel loro approccio alla commedia, insieme lavorano sorprendentemente bene: non vi è alcun senso di rivalità o tensione, a volte evidente in alcuni altri memorabili abbinamenti di de Funès con altri attori (ad esempio con Jean Gabin in Nemici... per la pelle del 1968).
All'uscita nelle sale il film dimostra che i francesi non hanno dimenticato il grande comico: per incassi nel 1976 risulta secondo a livello nazionale, superato solo da Lo squalo di Steven Spielberg.

### Riprese

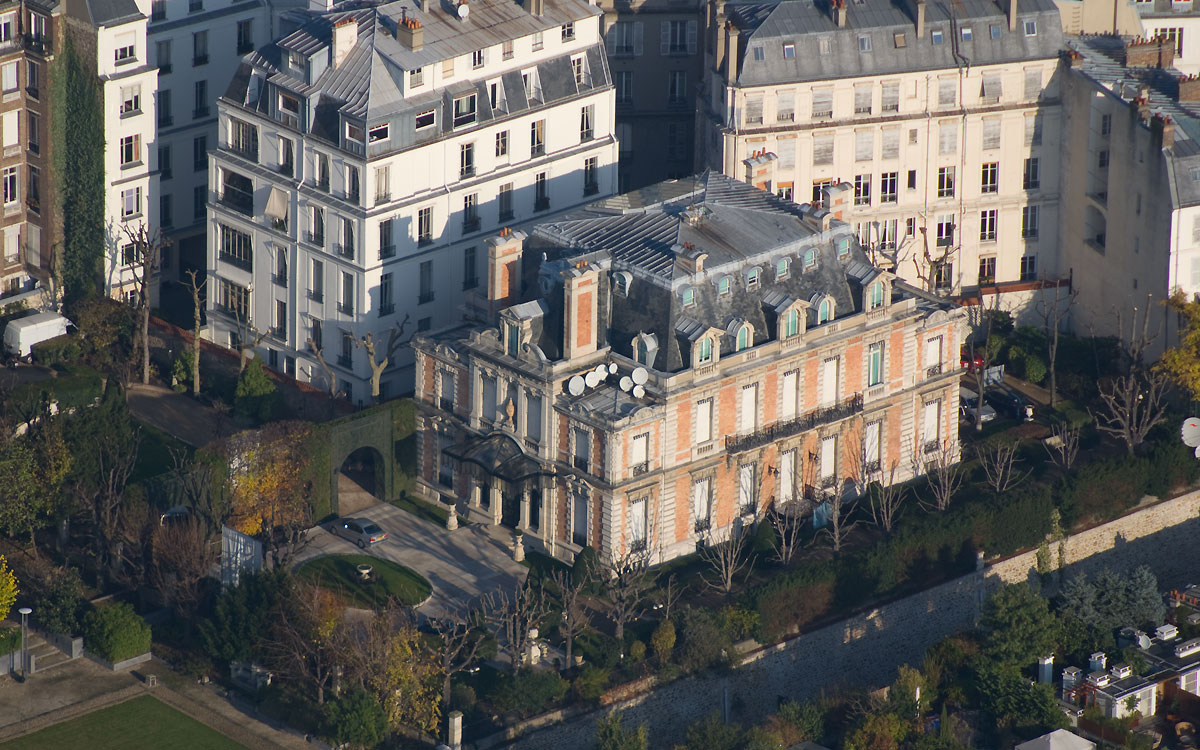
Palazzo al nº 5 di Place d’Iéna, dove è stato girato parte del film

Il film è stato girato in vari luoghi, tra cui Puteaux (Hauts-de-Seine), Rungis (Valle della Marna) e Guise (Aisne). Gli uffici della Guida Duchemin erano ambientati in un palazzo al nº 5 di Place d'Iena a Parigi, il cui primo proprietario fu Gustave Eiffel che all'epoca godeva di una vista mozzafiato dalla Torre omonima; è successivamente diventato di proprietà della famiglia Hariri.
Il film segna l'unico faccia a faccia di due superstar francesi: Coluche in piena ascesa e Louis de Funès (con ascendenze spagnole), di ritorno dopo un doppio infarto. Una squadra di rianimazione rimase sul set per tutto il tempo delle riprese, pronta ad ogni evenienza, insieme a un'ambulanza. Il produttore Christian Fechner e il regista Claude Zidi, che desideravano collaborare con de Funès, avevano infatti ottenuto, dopo il benestare dei cardiologi, un'assicurazione sanitaria per due settimane di lavorazione – dopo forti difficoltà da parte della casa cinematografica che, conoscendo lo stato di salute malferma del grande comico, non se la sentiva di metterlo sotto contratto.

## Distribuzione

### Data di uscita
Il film è uscito nelle sale francesi a partire dal 27 ottobre 1976, mentre in Italia dal 17 marzo 1977.

## Accoglienza

### Incassi
Il film ha accumulato 5.841.956 spettatori francesi. È il film francese numero 1 al botteghino del 1976, il secondo in tutti i paesi, superato solo da Lo squalo di Steven Spielberg.

### Critica
La pellicola si caratterizza per il ritmo veloce e le trovate divertenti. Degni di nota anche gli eccentrici travestimenti che Duchemin impiega per entrare nei ristoranti senza farsi riconoscere.
Il critico cinematografico italiano Edoardo Caroni scrive:
Anche L'ala o la coscia?, come altri film del comico francese, è tutto giocato sulle antinomie: Duchemin/Tricatel, cucina tradizionale/cibi precotti, antichi valori/società moderna, anziani/giovani. Proprio in tali contrasti risiede la cifra stilistica dell'opera e la chiave di volta della sua comicità. Considerato come uno dei migliori film che de Funès ha fatto col regista Claude Zidi, L'ala o la coscia? non è solo una divertente commedia, ma anche una satira sulla cultura gastronomica francese. Il film è indubbiamente incentrato sul talento dei due comici protagonisti, ciascuno dei quali ha raggiunto una popolarità con pochi uguali nel corso della propria carriera.
Julien Guiomar fa la parte del cattivo, Tricatel, con un gusto evidente, mentre su insistenza di de Funès, Claude Gensac appare brevemente nel film come segretaria di Duchemin, sebbene sia così pesantemente truccata da essere a malapena riconoscibile. Il regista Zidi era riluttante ad usare Gensac a causa della sua continuativa associazione con de Funès nella serie di film I gendarmi di Saint-Tropez, in cui interpretava il ruolo della moglie infelice. Poco prima di girare questo film, Louis de Funès subì un doppio infarto e la conseguenza è un notevole cambiamento nel suo stile comico, che diventa meno frenetico e più sottile rispetto al passato, ma altrettanto efficace, in particolare quando il suo personaggio assume vari travestimenti (un esempio, quello di una dolce vecchietta). Da parte sua Coluche fornisce la comicità fisica che non può più dare de Funès. Gli sforzi combinati di questi due grandi interpreti comici, insieme a una sceneggiatura piena di gag e a un cast di supporto molto capace, sono ciò che rendono L'ala o la coscia? una delle più divertenti commedie del cinema francese.

## Colonna sonora
La colonna sonora è stata composta da Vladimir Cosma ed è stata pubblicata in LP da Larghetto Music e Wagram Music nel 1976.
La traccia Île Flottante è stata riutilizzata, dieci anni dopo, nel film Asterix e la pozione magica, nella scena dove Obelix è rinchiuso nella "Torre di Londinium".

### Tracce
Lato A
1. L'aile ou la Cuisse – 2:29
2. Minestrone – 2:26
3. Jumbo L’éléphant – 3:00
4. Cassoulet – 3:03
5. T. Bone Steak – 1:41
6. Suki Yaki – 2:42
7. Barbe à Papa – 1:10
8. Tournedos Rossini – 1:01

Durata totale: 17:32
Lato B
1. Concerto Gastronomique – 3:03
2. Marmelade de Marguerite – 2:13
3. Tarte à La Creme – 1:58
4. L'Agnosie – 1:27
5. Île Flottante – 1:54
6. Le Coup Du Lapin Farci – 1:54
7. Choucroute Garnie – 2:29
8. Navarin Aux Pommes – 2:27

Durata totale: 17:25

## Riconoscimenti
- Golden Screen, Germania, 1978